# Subvencije u energetici
Subvencije u energetici su financijske potpore koje dobiva pojedinac, tvrtka ili institucija od države, ili unije, u području proizvodnje energije ili povećanju energetske učinkovitosti građevine (tvornica, zgrada, kuća i sl.). Subvencija može biti izravna financijska pomoć tako da se proizvođaču, kupcu ili srodnom tijelu dodijeli novčana vrijednost, a može biti i neizravna pomoć kao što su porezne olakšice, kontrola cijene, zajam s niskom kamatom.

## Glavni razlozi za subvencije u energetici:
-Osigurati opskrbu- povećati izvoz ili smanjiti uvoz energenata a samim time i smanji ovisnost o drugim državama ako ta država više troši nego što proizvodi energije.
- Smanjiti zagađenost okoliša- tako da se smanji emisija CO2 i drugih stakleničkih plinova koji se pojavljuje pri proizvodnji energije. 
-Unaprijediti ekonomiju- subvencije rezultiraju i povećani razvoj pojedinih gospodarskih sektora, povećava se zaposlenost a na taj način se smanjuje siromaštvo i povećava dostupnost energije zemljama u razvoju.

## Glavni razlozi protiv subvencije u energetici:
-Neke subvencije se suprotstavljaju cilju održivog razvoja jer mogu dovesti do veće potrošnje i otpada te pogoršati štetne učinke korištenja energije na okoliš. (npr. Subvencije fosilnih goriva)
-Sprječavaju širenje distribucijskih mreža i ne dobivaju ih uvijek ljudi kojima najviše trebaju.

## Utjecaji subvencija u obnovljivim izvorima energije
Iznos globalnih subvencija u obnovljivim izvorima energije (OIE) je dosegao 88 milijuna dolara u 2011. Prema OECD, subvencije u fosilna goriva, točnije u ugljen i naftu, predstavljaju sve veću prijetnju za okoliš nego OIE te se smatra da su upravo OIE ključ rješavanja sve većeg problema globalnog zatopljenja. Subvencije u OIE su dovele drastični pad cijena za korištenje te tehnologije te se smatra da će nastaviti padat . Predviđa se da će biti sve veća potreba za energijom i da će sve više ta energija dolaziti iz OIE što dovodi da sve više zemalja ulaže u OIN. 

## Utjecaji subvencija u istraživanju nuklearne tehnologije
Nuklearna energija je relativno stara tehnologija dobivanja energije te se sve manje ulaže u nju, a to nam i daje podatak od IEA koji procjenjuju 2015. godine da se 20% (2519 milijuna dolara) od javnog proračuna za istraživanje i razvoj energije investiralo u nuklearnu tehnologiju, a 1975. godine 73% (6785 milijuna dolara). Nuklearna tehnologija je čista tehnologija proizvodnje energije u smislu da ne ispušta CO2 i stakleničke plinove, te bi mogla poslužiti kao tehnologija za ostvarenje globalnih ciljeva. Jedan od problema kod nuklearne tehnologije je ta di s nuklearnim otpadom, iako ima niz rješenja i za taj problem a jedan od načina je da se odlaže u posebnim skladištima koji se redovito održavaju. Od prilike 11%  od ukupne proizvodnje električne energije dolazi iz nuklearnih elektrana i trećinu električne energije koje dolaze iz nisko ugljičnih izvora. Kako u Pariškom sporazumi nije navedena tehnologija koja se treba koristiti, od 163 planiranih nacionalnih utvrđenih doprinosa (INDCs) dostavljene na koncu 2016., samo su 10 država navele nuklearnu energiju u svojim nacionalnim strategijama. Brojni nuklearni rektori u SAD-u su u opasnosti od zatvaranja u liberaliziranom tržištu kojem dominira niska cijena zemnog plina, pri čemu je nuklearna industrija uglavnom isključena iz financijskih poticaja u odnosu na druge nisko ugljične tehnologije za proizvodnju energije. Industrija mora poduzeti sve moguće načine kako bi smanjila troškove izgradnje i financiranja u cilju da bi održala gospodarsku konkurentnost.

## Utjecaji subvencija u fosilna goriva
Najčešće se fosilna goriva subvencioniraju pomoću kontrole cijene tj. cijena koju krajnji potrošač plaća je manja od cijene koju je proizvođač prodaje upravnom tijelu. Za vrijednost te razlike država subvencionira proizvođača energije. 2016 IMF istraživanja su ustanovila da su globalne subvencije u fosilna goriva iznosila $5300 milijardi dolara što predstavlja 6.5% globalnog BDP. Istraživanja su pokazala da je Kina najviše uložila u subvencioniranje u 2013. ( 1800 milijardi dolara), iza nje SAD ( 600 milijardi dolara) pa Rusija, Europska unija i Indija ( svaka 300 milijardi dolara).  Također su procijenili da ukidanjem subvencije će se smanjiti globalna emisija ugljičnog dioksida 2013. za 21%, smrtnost zbog onečišćenja zraka koja su uzrokovala izgaranja fosilnih goriva za 55% dok će se povećati prihodi za 4% globalnog BDP-a. Prema IEA, ukidanjem subvencije fosilnih goriva širom svijeta bi bio najučinkovitiji način smanjenja emisija stakleničkih plinova i borbi protiv globalnog zatopljenja. U svibnju 2016. članice G7 su po prvi put postavile rok za ukidanje većinu subvencija u fosilna goriva; govoreći da bi potpore za ugljen, naftu i plin bile okončane do 2025. Fatih Birol, glavni ekonomist u IEA je rekao da bez ukidanja subvencija u fosilna goriva, države neće moći ostvariti klimatske ciljeve.

## Subvencije u energetici u Hrvatskoj
Hrvatska ima rastuću negativnu platnu bilancu zbog znatno većeg uvoza od izvoza energenata, pri čemu je uvoz fosilnih goriva značajno zastupljen. Hrvatska je relativno siromašna fosilnim gorivima i bogata obnovljivim izvorima energije, a upravo ima slabe poticaje u OIE. Potpore za OIE u 2016. su činile 12,9% ukupnih državnih potpora (0,43% BDP). Fosilni lobi zagovaraju da su OIE skupa tehnologija proizvodnje energije u usporedbi s fosilnim gorivima i da bi poskupila cijena električne energije ako bi se prebacili na OIE, što nije istina. To nam govori i podatak koliko iznosi LCOE za pojedinu tehnologiju.
| Izvor proizvodnje          | LCOE (2017$/kWh) |
| Kombinirane termoelektrane | 0.042-0.078      |
| Ugljen                     | 0.06-0.143       |
| Nuklearna                  | 0.112-0.183      |
| Solarna PV, na krovu kuće  | 0.187-0.319      |
| Solarna PV, elektrana      | 0.046-0.053      |
| Vjetar                     | 0.03-0.06        |

Jedan od glavnih problema ne investiranja u OIE je taj da nekima ne bi bilo u koristi da osoba sama sebi proizvodi energiju (npr. U Dalmaciji od solarnih panela na krovu) već da mora plaćati HEP-u struju. Pošto HEP drži veliki dio monopola u energetici teško je naći kompromis između profita za HEP i većeg dobra za Hrvatsku.
U transportu za 2018. građani će dobivati poticaje putem Fonda za zaštitu okoliša i energetsku učinkovitost za kupnju električnih ili plug-in hibridnih automobila, uz uvjet da im je emisija CO2 manja od 50g/km, u iznosu do 40% cijene vozila. Kretat će se do maksimalnih 80 tisuća kuna za električne automobile, 40 tisuća kuna za plug-in hibride automobile.

Par primjera iznosa subvencije OIE za velike i male proizvođače energije:
| Sunčane elektrane instalirane snage ≤ 5 MW                            | kn/kWh |
| --------------------------------------------------------------------- | ------ |
| sunčane elektrane instalirane snage do uključivo 10 kW                | 2,29   |
| sunčane elektrane instalirane snage veće od 10 kW do uključivo 30 kW  | 1,87   |
| sunčane elektrane instalirane snage veće od 30 kW do uključivo 300 kW | 1,59   |

| Postrojenje instalirane snage > 1 MW                                            | kn/kWh |
| ------------------------------------------------------------------------------- | ------ |
| hidroelektrane (≤10 MW) za više od 15000 MWh proizvedenih u kalendarskoj godini | 0,5147 |
| vjetroelektrane                                                                 | 0,7962 |
| geotermalne elektrane                                                           | 1,5437 |